# Muntele Kenya
Muntele Kenya sau Mount Kenya (Kirinyaga) este un masiv muntos care are altitudinea maximă în trei vârfuri, de altitudini aflate în jurul valorii de 5.000 de metri. Astfel, Vârful Batian măsoară 5.199 m, Nelion 5.188 m iar Point Lenana se ridică la 4.985 m. Kirinyaga este cel mai inalt munte din Kenya, clasând astfel această țară pe locul 23 pe lista celor mai mari înăltimi ale lumii, fiind, respectiv, al doilea munte ca înălțime din Africa, după muntele Kilimanjaro.
Muntele Kenya, care a dat și numele țării în care se află, se găsește în provinciile estice și centrale ale Kenyiei, fiind localizat între comitatele Meru, Embu, Laikipia, Kirinyaga, Nyeri și Tharaka Nithi, la circa 16,5 kilometres sud de ecuator, și la circa 150 km nord-nordest de capitala Nairobi. Această amplasare face ca aici să se întâlneasca o vegetație și o faună specială. În anul 1997, regiunea muntelui a fost declarată, de catre UNESCO, ca parte a patrimoniului mondial.
Kirinyaga este un stratovulcan, care a luat naștere cu circa trei milioane de ani în urmă, după deschiderea Marelui Rift African. Din ghețarul care îl acoperea odată, au mai rămas 11 mici ghețari care se află într-un proces de topire destul de rapidă. Se estimează că în  aproximativ 30 de ani aceștia vor dispărea complet.

## Date geografice

Harta Masivului

Masivul se află la ca. 140 km nord-est de capitala Keniei, Nairobi. Muntele se află amplasat în Parcul Național Muntele Kenya.

## Localități

Harta traseelor si cabanelor

- Nyeri – localitate în vest
- Naro Moru – localitate în vest
- Nanyuki – localitate în nordvest
- Embu – localitate în sudest
- Chogoria – localitate în est
- Meru – localitate în nordest
- Ena – localitate în sudest

## Ascensiune
Cel mai uzual traseu porneste de la poarta Naro Moru de la altitudinea de aproximativ 2500m. In prima zi se urcă până la "stația meteo" la altitudinea de 3050m. Până aici traseul urmează un drum forestier ce traversează pădurea tropicală.
A doua zi ascensiunea continua până la Cabana Teleki (4300m), străbătând o zonă mlăștinoasă cu o vegetație ciudată, plante uriașe (lobelia,senecia) și flori viu colorate. În ciuda altitudinii ridicate, cabana Teleki este înconjurată de către simapaticii Rock Hyrax.
A treia zi, odata cu creșterea altitudinii, vegetația dispare aproape complet, iar traseul urca pe deasupra lacului creat la baza ghețarului Lewis, pana la refugiul "Austrian Hut" (4800m). Refugiul se află la baza vârfului Point Lenana (5000m),al treilea ca înalțime din masiv și cel mai escaladat, fiind singurul accesibil fara echipament si pregatire pentru alpinism.
A patra zi înainte de răsăritul soarelui se traverseaza ghețarul Lewis pana la baza peretelui. Escaladarea celor 12 lungimi de coardă ale traseului de gradul 4b, durează cca.6 ore până pe vârful secundar-Nelion (5188m). Trebuie ținut cont că cele 10 rapeluri necesre coborârii, durează cca. 4 ore, înainte de a decide continuarea traseului către vârful principal-Batian (5199m). Pentru a ajunge pe Vf.Batian se traversează "Poarta negurii",șaua situată deasupra cascadei de gheață numita "Culoarul de diamant", traseul durând dus-întors cca. 3 ore. În general cei care vor sa ajungă si pe Batian trebuie să înopteze în micul bivuac Howell's Hut (avand capacitatea de 3 persoane) chiar pe vârful Nelion. Vârful Batian poate fi escaladat direct pe fata nordica in perioada iulie-septembrie.
Anual,din cei aproximativ 15.000 de vizitatori anuali ai muntelui, numai 200 ajung pe Vf.Nelion si doar 50 pe Vf.Batian.

## Galerie de imagini

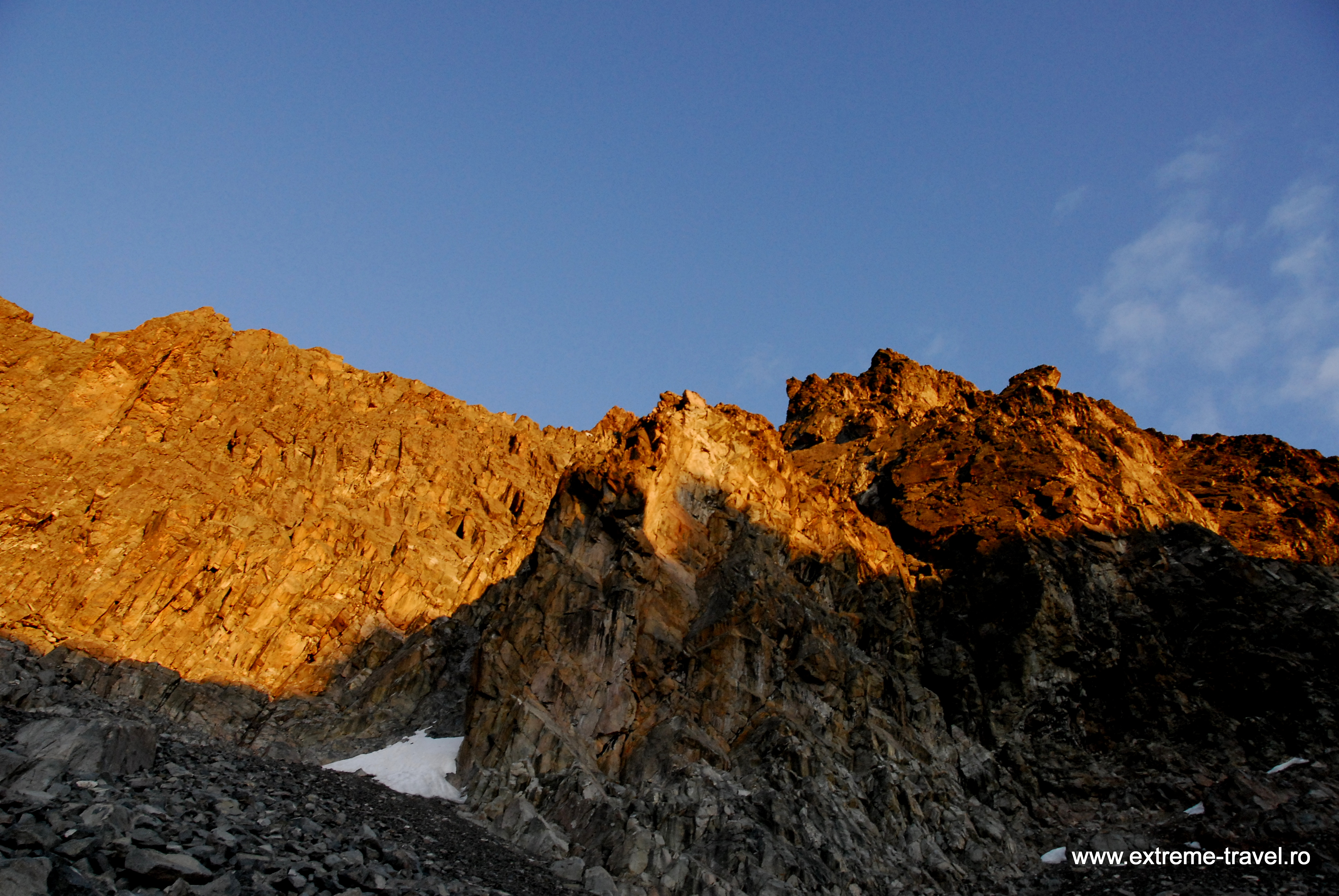
Ruta „normală” de ascensiune
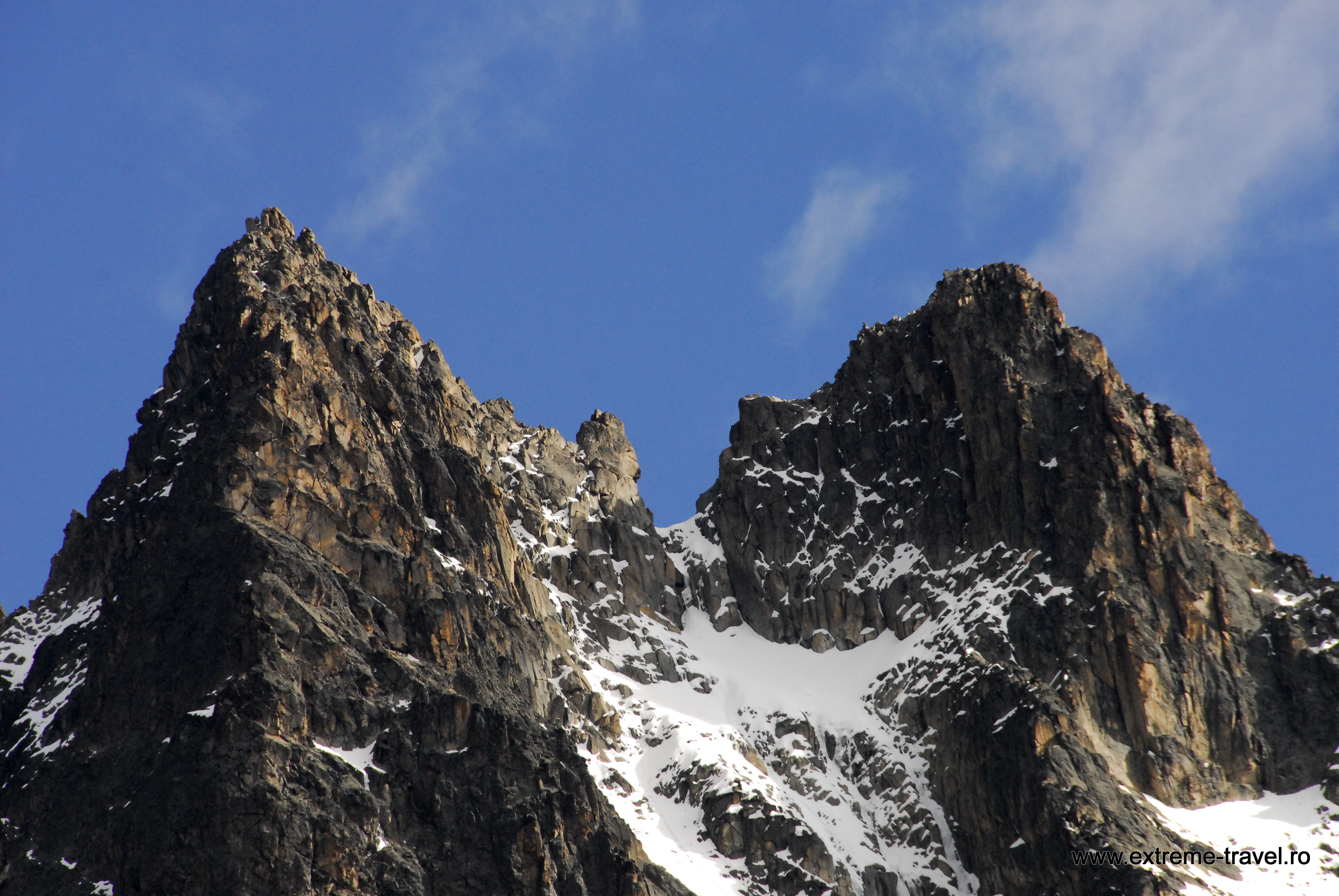
Batian si Nelion
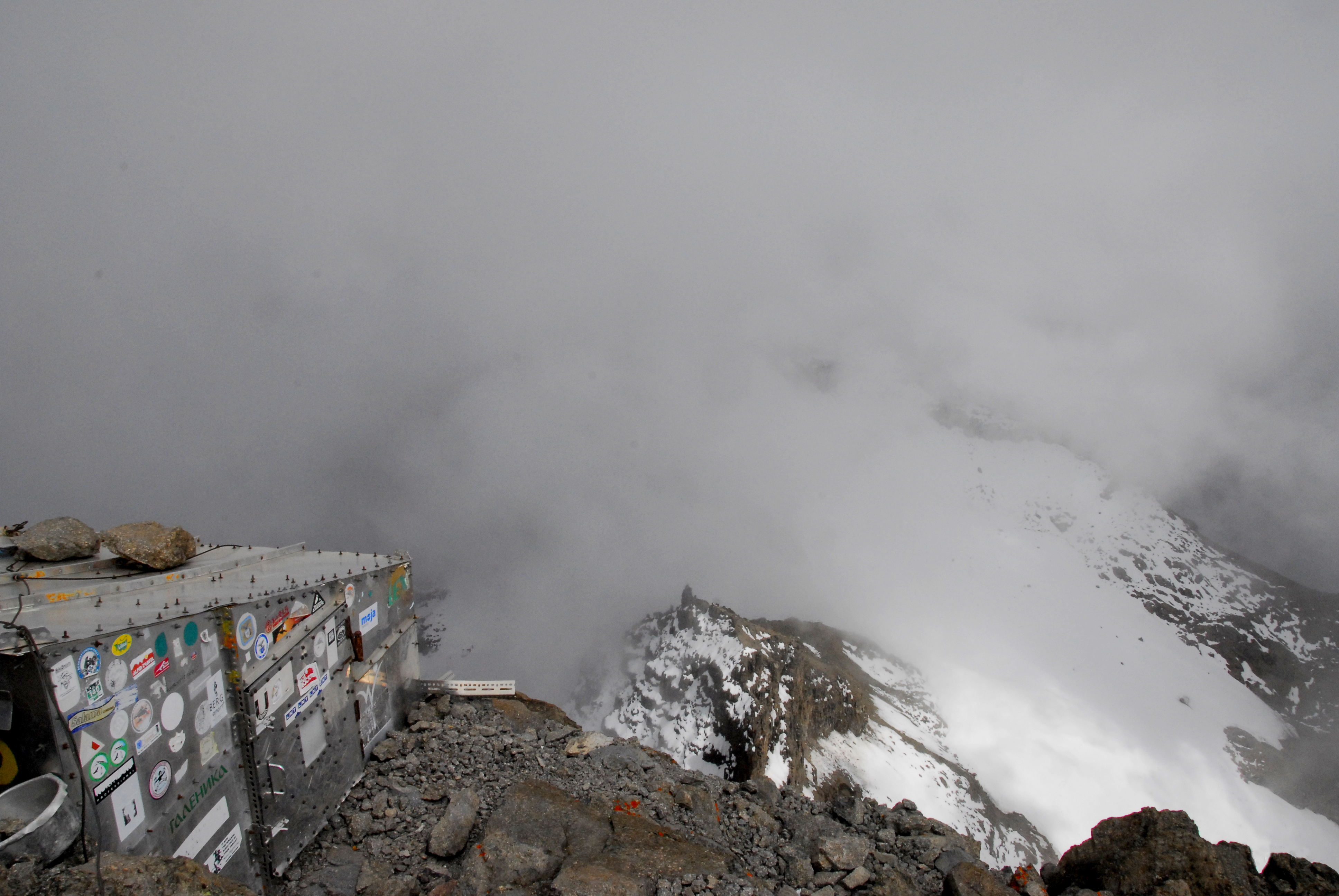
Howells Hut
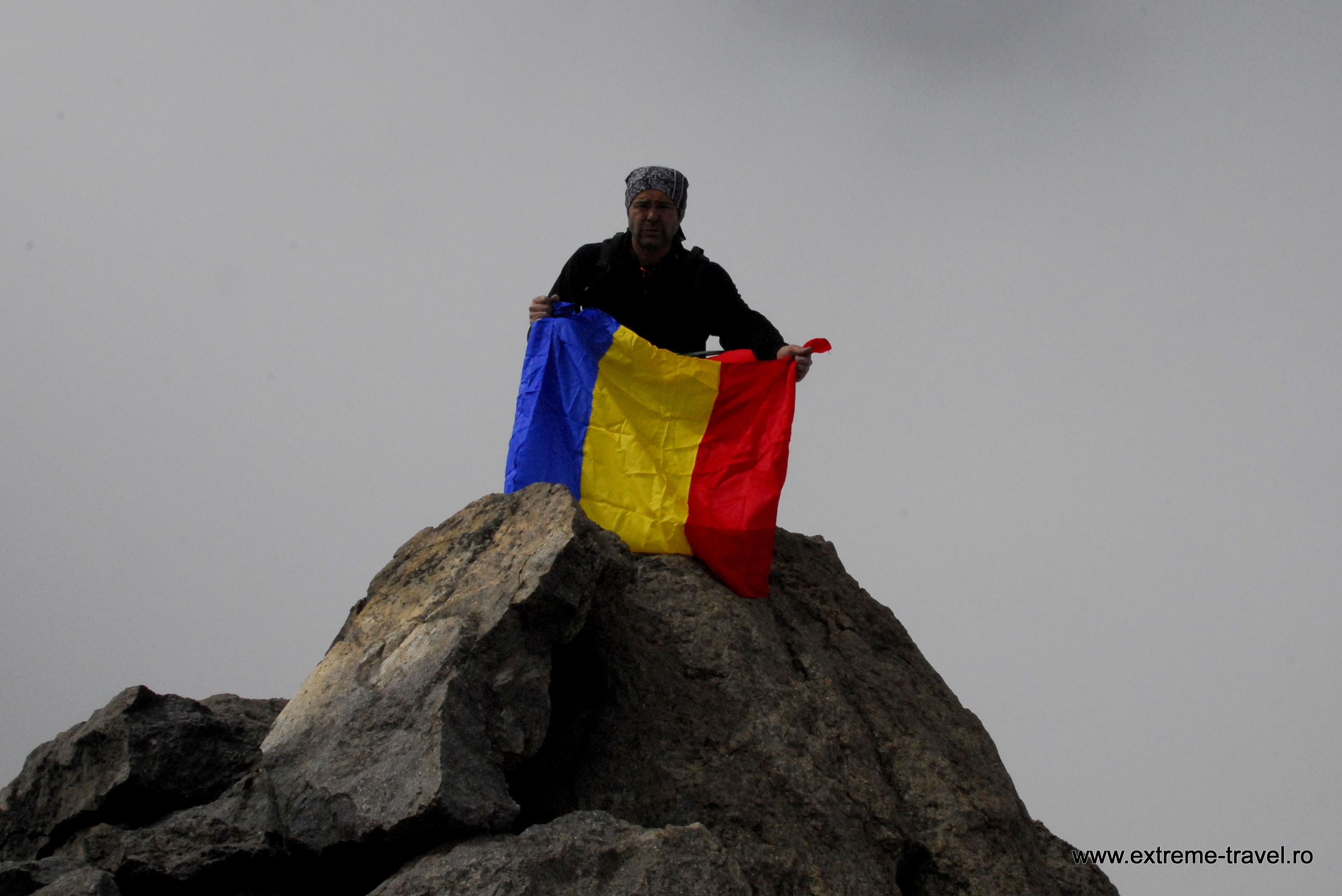
Nelion